# Emergence (2025)
Emergence (2025) foi um evento de luta livre profissional produzido pela Total Nonstop Action Wrestling (TNA). Ele aconteceu no dia 15 de agosto de 2025, na Chesapeake Employers Insurance Arena, em Baltimore, Maryland, e foi transmitido pelo TNA+. Este foi o sexto evento da cronologia do Emergence.
Dez lutas foram disputadas no evento, incluindo duas no pré-show "Countdown to Emergence". No evento principal, o lutador do NXT Trick Williams derrotou Moose para manter o Campeonato Mundial da TNA. Em outras lutas de destaque, The Hardys (Jeff Hardy e Matt Hardy) derrotaram The Rascalz (Zachary Wentz e Myron Reed) para reter o Campeonato Mundial de Duplas da TNA; Steve Maclin derrotou Jake Something em uma luta sem desqualificações e sem contagens para manter o Campeonato Internacional da TNA; e Leon Slater derrotou Cedric Alexander para reter o Campeonato da X Division da TNA.

## Produção

### Introdução
Emergence é um evento de luta livre profissional produzido pela Impact Wrestling. O primeiro evento foi realizado em 2020 e é realizado anualmente durante o mês de agosto. No dia 26 de junho de 2025, foi anunciado que o Emergence 2025 aconteceria em 15 de agosto de 2025, na Chesapeake Employers Insurance Arena, em Baltimore, Maryland.

### Histórias
O evento incluiu lutas que resultaram de histórias com script, onde os lutadores retrataram heróis, vilões ou personagens menos distinguíveis em eventos que criaram tensão e culminaram em uma luta ou série de lutas. As histórias foram produzidas nos programas semanais da TNA, Impact! e Xplosion.
No Slammiversary, The Nemeths (Nic Nemeth e Ryan Nemeth) perderam o Campeonato Mundial de Duplas da TNA para os The Hardys (Matt Hardy e Jeff Hardy), em uma luta de escadas four-way de duplas, da qual também participaram os The Rascalz (Zachary Wentz e Myron Reed). Duas semanas depois, no episódio de 31 de julho do TNA Impact!, The Rascalz derrotaram The Nemeths, mas após a luta, os Nemeths anunciaram que iriam exercer sua cláusula contratual de revanche contra os Hardys no Emergence. Mais tarde, eles passaram a insultar o povo de Rhode Island, local onde o evento seria realizado, até que The Home Town Man apareceu para defendê-los. Ele foi atacado pelos Nemeths antes de ser salvo pela equipe de segurança. Na semana seguinte, o diretor de autoridade da TNA, Santino Marella, suspendeu Nic devido ao ataque contra The Home Town Man, e marcou uma luta entre Ryan e o mesmo no pré-show Countdown to Emergence. A luta pelo Campeonato Mundial de Duplas da TNA foi então alterada para The Hardys defendendo os títulos contra os The Rascalz.
No episódio de 19 de junho de 2025 do Impact!, Jake Something retornou à TNA após uma lesão e inicialmente entrou em rivalidade com Mance Warner, antes de voltar sua atenção para o Campeonato Internacional da TNA, de Steve Maclin. No episódio de 10 de julho de 2025 do Impact!, Maclin manteve seu título em uma luta contra Warner e Something, em que Warner foi quem sofreu o pinfall. No episódio de 7 de agosto de 2025 do Impact!, Maclin defendeu novamente o Campeonato Internacional da TNA contra Jake Something, mas a luta terminou em dupla contagem (contagem dupla fora do ringue). Após isso, Santino Marella oficializou uma revanche entre os dois no Emergence, em uma luta sem desqualificações.
Nas gravações de 7 de agosto de 2025 da TNA, Léi Yǐng Lee e Xia Brookside derrotaram The Elegance Brand (M by Elegance e Heather by Elegance), colocando-se, de certa forma, na disputa pelo Campeonato Mundial de Duplas das Knockouts da TNA para o Emergence, enquanto outro membro do Elegance, Ash by Elegance, enfrentava Jacy Jayne pelo Campeonato Mundial das Knockouts da TNA. No pré-show do Slammiversary, The Elegance Brand (Ash by Elegance e Heather by Elegance) derrotou The IInspiration (Cassie Lee e Jessica McKay) para reter o Campeonato Mundial de Duplas das Knockouts da TNA, devido à interferência externa de M by Elegance. Mais tarde, na gravação de 7 de agosto de 2025 do TNA Impact!, foi anunciado que, no Emergence, The Elegance Brand (Ash by Elegance e Heather by Elegance) defenderia seu Campeonato Mundial de Duplas das Knockouts da TNA contra Léi Yǐng Lee e Xia Brookside, The IInspiration (Cassie Lee e Jessica McKay) e o recém-adicionado grupo do NXT, Fatal Influence (Fallon Henley e Jazmyn Nyx), em uma luta four-way de duplas.
No episódio de 31 de julho de 2025 do Impact!, Leon Slater derrotou Jason Hotch e Cedric Alexander para reter o Campeonato da X Division da TNA. Depois, Alexander parabenizou Slater e disse que ambos precisavam lutar novamente para ver quem era o melhor. A TNA então anunciou que Slater defenderia o Campeonato da X Division da TNA contra Alexander no Emergence.
No episódio de 31 de julho de 2025 do Impact!, The System (Moose e Eddie Edwards) derrotaram o campeão mundial da TNA, Trick Williams, e A. J. Francis, sendo que Trick foi o responsável por sofrer o pin. Posteriormente, a TNA anunciou que Trick defenderia o Campeonato Mundial da TNA contra Moose no Emergence.
Depois de perder para o então campeão da X Division da TNA, Moose, no episódio do TNA Impact! de 17 de julho, Sami Callihan foi provocado a deixar suas botas no ringue como sinal de aposentadoria, mas acabou decidindo não fazê-lo. Duas semanas depois, em 31 de julho, Callihan foi entrevistado pelo comentarista Tom Hannifan sobre os comentários feitos por Moose e a decisão sobre se aposentar. Embora Callihan acredite que seu tempo esteja chegando ao fim, ele ainda queria provar para si mesmo que continua sendo um lutador capaz e, por isso, desafiou Mike Santana para uma luta no Emergence. A luta seria oficializada na semana seguinte. Callihan reiterou mais tarde, no episódio seguinte do TNA Impact!, que se perdesse para Santana no Emergence, ele de fato se aposentaria da competição nos ringues..
No episódio de 14 de agosto do TNA Impact!, Indi Hartwell e Dani Luna saíram vitoriosas em uma luta de duplas contra Harley Hudson e Myla Grace. No entanto, enquanto as duas voltavam pela rampa, Rosemary— retornando após sua derrota em uma luta Monster's Ball contra Xia Brookside em junho — apareceu no meio da plateia e borrifou névoa verde no rosto de Hartwell. Em uma entrevista nos bastidores, Rosemary se autodenominou a "guardiã" da divisão Knockouts e declarou que qualquer uma que quisesse subir na divisão teria que passar por ela. Como resultado, a TNA anunciou uma luta entre Hartwell e Rosemary para o pré-show Countdown to Emergence.

## Resultados
| Nº                                          | Resultados | Estipulações                                                                              | Tempo |
| ------------------------------------------- | --- | ----------------------------------------------------------------------------------------- | ----- |
| Pré- show                                   | Indi Hartwell derrotou Rosemary | Luta individual                                                                           | 5:27  |
| Pré- show                                   | The Home Town Man derrotou Ryan Nemeth | Luta individual                                                                           | 5:41  |
| 3                                           | Leon Slater (c) derrotou Cedric Alexander | Luta individual pelo Campeonato da X Division da TNA                                      | 14:28 |
| 4                                           | Matt Cardona derrotou Mustafa Ali (com Order 4 (Tasha Steelz, Agent 0 e The Great Hands (John Skyler e Jason Hotch) | Luta individual                                                                           | 9:45  |
| 5                                           | Fir$t Cla$$ (A. J. Francis e Rich Swann) derrotou The System (Brian Myers e Eddie Edwards) (com Alisha Edwards) | Luta de duplas                                                                            | 8:37  |
| 6                                           | Mike Santana derrotou Sami Callihan | Baltimore Street Fight Como Callihan perdeu, ele se aposentará das competições no ringue. | 11:13 |
| 7                                           | The Elegance Brand (Ash by Elegance e Heather by Elegance) (com M by Elegance e The Personal Concierge) (c) derrotou Fatal Influence (Fallon Henley e Jazmyn Nyx) (com Jacy Jayne), Léi Yǐng Lee e Xia Brookside e The IInspiration (Cassie Lee e Jessica McKay) | Luta four-way de duplas pelo Campeonato Mundial de Duplas das Knockouts da TNA            | 11:22 |
| 8                                           | Steve Maclin (c) derrotou Jake Something | Luta sem desqualificações, sem contagens pelo Campeonato Internacional da TNA             | 12:22 |
| 9                                           | The Hardys (Jeff Hardy e Matt Hardy) (c) derrotaram The Rascalz (Zachary Wentz e Myron Reed) | Luta de duplas pelo Campeonato Mundial de Duplas da TNA                                   | 11:52 |
| 10                                          | Trick Williams (c) derrotou Moose | Luta individual pelo Campeonato Mundial da TNA                                            | 16:45 |
| (c) – Refere-se aos campeões antes da luta. | |                                                                                           |       |